# Campeonato Mineiro de Futebol Feminino de 2020
O Campeonato Mineiro de Futebol Feminino de 2020 foi uma competição de futebol feminino organizada pela Federação Mineira de Futebol, que teve início no dia 14 de novembro.

## Participantes
| Equipe                 | Cidade         | Estádio               | Cidade do estádio | Em 2019      | Títulos (desde 2005) |
| ---------------------- | -------------- | --------------------- | ----------------- | ------------ | -------------------- |
| América Futebol Clube  | Belo Horizonte | Estádio das Alterosas | Belo Horizonte    | Vice-Campeão | 3                    |
| Clube Atlético Mineiro | Belo Horizonte | Cidade do Galo        | Vespasiano        | 3º           | 5                    |
| Cruzeiro Esporte Clube | Belo Horizonte | Toca da Raposa I      | Belo Horizonte    | Campeão      | 1                    |
| Ipatinga Futebol Clube | Ipatinga       | Ipatingão             | Ipatinga          | 4º           | 1                    |

## Regulamento

### Primeira fase
Na primeira fase, todos os clubes se enfrentaram uma vez, em turno e returno, classificando-se para a Fase Semifinal, ao final das cinco rodadas, os 2 melhores colocados. Caso houvesse empate de pontos entre dois ou mais clubes, os critérios de desempates seriam aplicados na seguinte ordem:
1. Número de vitórias
2. Saldo de gols
3. Gols marcados
4. Confronto direto (apenas se o empate fosse entre dois clubes)
5. Número de cartões vermelhos
6. Número de cartões amarelos
7. Sorteio público na sede da FMF

### Fase final
A fase final foi disputada em jogo único, com os dois melhores primeiros colocados da primeira fase. Em caso de empate nessa partida, o título seria decidido nos pênaltis, como de fato ocorreu.

## Primeira fase
Na primeira fase, os quatro clubes participantes jogaram entre si, todos contra todos em turno e returno. Os dois melhores colocados se classificaram à final.

### Classificação
| Pos | Equipes          | Pts | J | V | E | D | GP | GC | SG  |
| --- | ---------------- | --- | - | - | - | - | -- | -- | --- |
| 1º  | Atlético Mineiro | 14  | 6 | 4 | 2 | 0 | 8  | 1  | +7  |
| 2º  | Cruzeiro         | 10  | 6 | 2 | 4 | 0 | 9  | 1  | +8  |
| 3º  | América Mineiro  | 4   | 6 | 1 | 1 | 4 | 1  | 11 | -10 |
| 4º  | Ipatinga         | 3   | 5 | 0 | 3 | 3 | 2  | 7  | -5  |

|          | AME | CAM | CRU | IPA |
| -------- | --- | --- | --- | --- |
| América  | —   | 0–2 | 0–1 | 1–0 |
| Atlético | 1–0 | —   | 0–0 | 2–1 |
| Cruzeiro | 7–0 | 0–0 | —   | 0–0 |
| Ipatinga | 0–0 | 0–3 | 1–1 | —   |

## Fase final
Na fase final, os dois melhores classificados se enfrentarão em jogo único.
|  | Final |                  |       |
|  |       |                  |       |
|  | 1º    | Atlético Mineiro | 2 (5) |
|  | 2º    | Cruzeiro         | 2 (3) |

## Premiação
| Campeonato Mineiro Feminino de 2020   |
| Belo Horizonte                        |
| ------------------------------------- |
| Atlético Mineiro Campeão (6.º título) |